# کالیبر ۲۲ بلند
کالیبر ۲۲ بلند (انگلیسی: .22 Long) یا کالیبر ۱۵×۵٬۶ میلی‌متر (انگلیسی: 5.6×15mm) یکی از انواع قدیمی فشنگ تفنگ گلوله‌زنی چاشنی لبه‌ای و دیواره مستقیم بدون گلوگاهِ کالیبر ۲۲ است که متعلق به سال ۱۸۷۱ ایالات متحده آمریکا می‌باشد.